# عبد الله العزاني (رياضي)
عبد الله العزاني (من مواليد 1 أكتوبر 1968) هو مصارع من الجمهورية العربية اليمنية.  
خسر العزاني في كل من جولته الأولى والثانية في دورة الألعاب الأولمبية الصيفية لعام 1988 في وزن الذبابة الخفيف للرجال (48 كجم)، والمباريات اليونانية الرومانية، وتم إقصاؤه.      كما تنافس دوليًا مع اليمن في دورة الألعاب الأولمبية الصيفية 1996. 

## مشاركات
شارك العزاني في المصارعة اليونانية الرومانية 48 كجم في دورة الألعاب الأولمبية الصيفية لعام 1996، التي أقيمت في أتلانتا، جورجيا، الولايات المتحدة، خاض مبارتين لكنه خسرهما، كانا ضد براتان تسينوف من بلغاريا  وطاهر زاهدوف من أذربيجان. 